# Caenopsylla mira
Caenopsylla mira är en loppart som beskrevs av Rothschild 1909. Caenopsylla mira ingår i släktet Caenopsylla och familjen smågnagarloppor. Inga underarter finns listade i Catalogue of Life.